# Leerobject
Een leerobject is een logische ordening van herbruikbare bouwstenen uit het onderwijs. De bouwstenen kunnen bijvoorbeeld bestaan uit teksten, geluiden of (bewegende) beelden. Een leerobject is een voorwerp dat een hulpmiddel is bij het leren; het is geen vorm of methode.

## Geschiedenis
De term leerobject wordt vaak ten onrechte toegeschreven aan M.D. Merrill, die dit begin jaren tachtig zou hebben geïntroduceerd. In onderwijskringen werd de term daarvoor ook al in beperkte mate toegepast. De term leerobject kwam vooral in gebruik toen in de jaren negentig elektronische leeromgevingen werden geïnstalleerd in het onderwijs. Dit leidde snel tot een grote hoeveelheid digitale onderwijsmaterialen. Het opslaan en beheren van deze gegevens werd een uitdaging voor de ICT-wereld. De gegevens moesten worden gerubriceerd en geordend. De sets van elementen uit het onderwijs die ontstonden noemde men in de leertechnologie leerobjecten.

## Metadata
De karakteristieken die men als een label toevoegde aan de digitale leerobjecten noemt men metadata. In de wereld van e-learning ontstond zo de term leerobjectmetadata. Het model dat hieraan te grondslag ligt noemt men Learning Object Metadata. Dit model is door IMS ontleend aan een model ontwikkeld aan de Open Universiteit, genaamd EML. Later zijn er veel meer varianten ontwikkeld en daarmee alternatieve definities.

## LCMS
Het verzamelen van al die leerobjecten heeft bij onderwijsinstellingen, onderwijsuitgeverijen en andere onderwijsorganisaties geresulteerd in grote databases met digitale onderwijsmaterialen, ook wel repository of leer(object)contentmanagementsysteem (LCMS) genoemd. Door de leerobjectmetadata kunnen deze partijen eenvoudig met hulp van zoekmachines, de verzamelde leerobjecten uitwisselen en hergebruiken.